# Медведєв Петро Михайлович
Медведєв Петро Михайлович (нар. 15 [27] січня 1837, Москва — пом. 30 січня [12 лютого] 1906, Петербург) — актор, режисер, російський антрепренер і діяч культури.
З театральної родини: старша сестра по батькові — Надія Михайлівна Медведєва (в шлюбі Гайдукова) (1832—1899) — знаменита артистка московського Малого театру, а її мати — московська акторка з кріпаків Килина Дмитрівна Медведєва.
Навчався в Імператорському Московському театральному училищі.
Актор і творець багатьох театральних драматичних і оперних антреприз (Медведєв — творець першої російської оперної трупи) в різних російських містах: в Саратові (з 1862), Казані (з 1866 і протягом 20 років), Харкові, Тулі, Вишньому Волочку, Костромі, Твері, Дінабурзі, Астрахані, Воронежі, Курську, Камишині, Пензі, Єкатеринбурзі та Сибіру та ін., де працювали П. А. Стрепетова, М. Г. Савіна, В. М. Давидов, К. О. Варламов, М. І. Писарєв, О. П. Ленський, О. І. Шуберт, оперні співаки Олена Верні, Д. Усатов і дуже багато інших артистів.
У 1872—1874 роках Петро Михайлович керував орловським театром.
Зазнавши матеріальних невдач, в 1889 змушений був залишити антрепренерську діяльність.
Потім і до самого кінця життя — актор в Александринському театрі в Петербурзі (в 1890—1893 рр. був головним режисером).